# ایمی اروینگ
ایمی دیویس اروینگ (به انگلیسی: Amy Davis Irving; زادهٔ ۱۰ سپتامبر ۱۹۵۳) هنرپیشه آمریکایی است.
اروینگ همچنین در تئاتر برادوی و آف-برادوی نقش‌آفرینی کرده‌است.

## زندگی خصوصی
وی در سال ۱۹۸۵ با استیون اسپیلبرگ ازدواج کرد و حاصلش یک فرزند بود. این ازدواج چهار سال بیشتر دوام نداشت و در آخر، در سال ۱۹۸۹ موجب به طلاق شد. اروینگ از حل و فصل این طلاق و جدایی از اسپیلبرگ ۱۰۰ میلیون دلار دریافت کرد.

## جوایز و افتخارات
او یک بار نامزد جایزه اسکار و ۲ بار نامزد جایزه گلدن گلوب و یک بار برنده جایزه اوبی شده‌است.

## بخشی از فیلم‌شناسی
- کری (۱۹۷۶)
- خشم (۱۹۷۸)
- صداها (۱۹۷۹)
- ینتل (۱۹۸۳)
- عبور از دلنسی (۱۹۸۸)
- هری ساختارشکن (۱۹۹۷)
- یک پلیس سرسخت (۱۹۹۸)
- خشم ۲ (۱۹۹۹)
- اعتراف (۱۹۹۹)
- بوسا نوا (۲۰۰۰)
- تاک ابدی (۲۰۰۲)
- دیوانه (۲۰۱۸)